# Гобеджишвілі Давид Миколайович
Давид Миколайович Гобеджишвілі (груз. დავით გობეჯიშვილი; нар. 3 січня 1963, Кутаїсі, Грузинська РСР) — радянський та грузинський борець вільного стилю, дворазовий чемпіон та срібний призер чемпіонатів світу, чемпіон Європи, чемпіон, срібний та бронзовий призер Кубків світу, чемпіон та бронзовий призер Олімпійських ігор. Заслужений майстер спорту СРСР з вільної боротьби.

## Життєпис
Боротьбою почав займатися з 1979 року.
Виступав за спортивне товариство «Динамо» Тбілісі. Чемпіон СРСР (1985, 1986, 1988, 1989) і СНД (1992). Срібний (1987) і бронзовий (1990) призер чемпіонатів СРСР.
У збірній команді СРСР з 1985 по 1992 рік. Разом з американським спортсменом Брюсом Баумгартнером Давид Гобеджишвілі вважався найкращим борцем вільного стилю у світі в суперважкій вазі наприкінці 1980-х та початку 1990-х років. Гобеджишвілі був олімпійським чемпіоном 1988 року і чемпіоном світу 1985 і 1990 років, випередивши Баумгартнера, і виграв бронзу на Олімпіаді 1992 року та срібло на чемпіонаті світу 1986 року, поступившись Баумгартнеру. Гобеджишвілі був також чемпіоном Європи у 1985 році і виграв чемпіонат світу 1988 року.
У 1992 році Давид Гобеджишвілі закінчив свою спортивну кар'єру.
З 1994—2000 рр. Гобеджишвілі був президентом Федерації боротьби Грузії. Обіймав посаду заступника голови Департаменту спорту і у справах молоді Грузії. З 2009 року — заступник голови Департаменту спорту Грузії. Віце-президент Національного олімпійського комітету Грузії.

## Відзнаки
У 2016 році Давид Гобеджишвілі був введений до Всесвітньої Зали слави Міжнародної федерації об'єднаних стилів боротьби.

## Спортивні результати на міжнародних змаганнях

### Виступи на Олімпіадах
| Змагання                    | Збірна            | Вагова категорія           | Місце  |
| --------------------------- | ----------------- | -------------------------- | ------ |
| Літні Олімпійські ігри 1988 | СРСР              | вільна боротьба, до 130 кг | Золото |
| Літні Олімпійські ігри 1992 | Об'єднана команда | вільна боротьба, до 130 кг | Бронза |

### Виступи на Чемпіонатах світу
| Змагання                        | Збірна | Вагова категорія           | Місце  |
| ------------------------------- | ------ | -------------------------- | ------ |
| Чемпіонат світу з боротьби 1985 | СРСР   | вільна боротьба, до 130 кг | Золото |
| Чемпіонат світу з боротьби 1986 | СРСР   | вільна боротьба, до 130 кг | Срібло |
| Чемпіонат світу з боротьби 1990 | СРСР   | вільна боротьба, до 130 кг | Золото |

### Виступи на Чемпіонатах Європи
| Змагання                         | Збірна | Вагова категорія           | Місце  |
| -------------------------------- | ------ | -------------------------- | ------ |
| Чемпіонат Європи з боротьби 1985 | СРСР   | вільна боротьба, до 130 кг | Золото |

### Виступи на Кубках світу
| Змагання                    | Збірна | Вагова категорія           | Місце  |
| --------------------------- | ------ | -------------------------- | ------ |
| Кубок світу з боротьби 1986 | СРСР   | вільна боротьба, до 130 кг | Срібло |
| Кубок світу з боротьби 1988 | СРСР   | вільна боротьба, до 130 кг | Золото |
| Кубок світу з боротьби 1990 | СРСР   | вільна боротьба, до 130 кг | Бронза |

### Виступи на інших змаганнях
| Змагання                                  | Збірна | Вагова категорія           | Місце  |
| ----------------------------------------- | ------ | -------------------------- | ------ |
| Гала гран-прі FILA 1988                   | СРСР   | вільна боротьба, до 130 кг | Золото |
| Великі майстри олімпійської боротьби 1990 | СРСР   | вільна боротьба, до 130 кг | Срібло |

## Нагороди
- Президентський орден Сяйво (Грузія, 2018)[2]